# Euphaedra (Xypetana) ansorgei
Euphaedra (Xypetana) ansorgei es una especie de  Lepidoptera, de la familia Nymphalidae,  subfamilia Limenitidinae, tribu Adoliadini, pertenece al género Euphaedra, subgénero (Xypetana).

## Localización
Esta especie de Lepidoptera se encuentra localizada en Nigeria, Camerún y Zaire, Gabón y República Democrática del Congo. (África).